# Coussan
Coussan – miejscowość i gmina we Francji, w regionie Oksytania, w departamencie Pireneje Wysokie.
Według danych na rok 1990 gminę zamieszkiwało 130 osób, a gęstość zaludnienia wynosiła 42 osób/km² (wśród 3020 gmin regionu Midi-Pireneje Coussan plasuje się na 933. miejscu pod względem liczby ludności, natomiast pod względem powierzchni na miejscu 1638.).